# Carl Espen
Carl Espen Thorbjørnsen (Valestrandfossen, 15 juli 1982) is een Noors zanger.

## Biografie
Carl Espen raakte bekend door zijn deelname aan Melodi Grand Prix 2014, de Noorse preselectie voor het Eurovisiesongfestival. Met het nummer Silent storm wist hij de nationale finale te winnen, waardoor hij zijn vaderland mocht vertegenwoordigen op het Eurovisiesongfestival 2014, dat in de Deense hoofdstad Kopenhagen plaatsvond. Espen werd er uiteindelijk achtste.

## Discografie

### Singles
| Single met eventuele hitnotering(en) in de Nederlandse Top 40 | Datum van verschijnen | Datum van binnenkomst | Hoogste positie | Aantal weken | Opmerkingen                                                        |
| ------------------------------------------------------------- | --------------------- | --------------------- | --------------- | ------------ | ------------------------------------------------------------------ |
| Silent storm                                                  | 2014                  | -                     |                 |              | Inzending Eurovisiesongfestival 2014 / Nr. 20 in de Single Top 100 |

| Single met hitnotering(en) in de Vlaamse Ultratop 50 | Datum van verschijnen | Datum van binnenkomst | Hoogste positie | Aantal weken | Opmerkingen                          |
| ---------------------------------------------------- | --------------------- | --------------------- | --------------- | ------------ | ------------------------------------ |
| Silent storm                                         | 2014                  | 17-05-2014            | tip29           | -            | Inzending Eurovisiesongfestival 2014 |